# Paul Egede
Pour les articles homonymes, voir Egede.
Paul ou Poul Egede est un missionnaire danois né le 9 septembre 1708 à Kabelvåg, dans les îles Lofoten, et mort le 6 juin 1789 à Copenhague.

## Biographie
Paul Hansen Egede est le fils aîné du missionnaire Hans Egede (1686-1758) et de son épouse Gertrud Rask (1673-1735). En 1721, la famille Egede quitte la Norvège, alors possession danoise, pour se rendre au Groenland, ancienne colonie viking oubliée depuis des siècles. Ils établissement une colonie sur l'île de Kangeq (en) et entrent en contact avec les Inuits, dont ils apprennent la langue (le groenlandais) et qu'ils s'efforcent de christianiser. Paul apporte son aide à son père dans ces entreprises.
En 1735, sa mère est victime d'une épidémie de variole. Hans Egede rentre en Europe pour qu'elle soit inhumée au Danemark et laisse la direction de la colonie danoise à son fils Paul. Avec l'aide d'une Inuit, Arnarsaq, il traduit le Nouveau Testament en groenlandais et publie également plusieurs ouvrages concernant cette langue, dont un dictionnaire trilingue groenlandais-danois-latin (1750) et une grammaire (1760). Il meurt à Copenhague en 1789, après avoir publié le journal de sa vie au Groenland.

## Dans la littérature
Il apparait, ainsi que l'ensemble de sa famille, dans L'Homme rouge et l'homme en noir (2018) de l'auteur danois Kim Leine, qui raconte le début de la seconde colonisation scandinave dans les années 1721-1735.